# Dendrelaphis punctulatus
Espèce
Synonymes
- Leptophis punctulatus Gray, 1826
- Dendrelaphis punctulata (Gray, 1826)
- Elaps lewisii Gray, 1841
- Dendrophis olivacea Gray, 1842
- Dendrophis prasinus Girard, 1858
- Dendrophis gracilis Macleay, 1875
- Dendrophis breviceps Macleay, 1877
- Dendrophis olivacea Macleay, 1878
- Dendrophis bilorealis Macleay, 1884

Statut de conservation UICN

 LC  : Préoccupation mineure
Dendrelaphis punctulatus est une espèce de serpents de la famille des Colubridae.

## Répartition
Cette espèce se rencontre en Australie du Nord de l'Australie-Occidentale à la Nouvelle-Galles du Sud et en Papouasie-Nouvelle-Guinée. Pour Rooijen, Vogel et Somaweera, les spécimens de Papouasie-Nouvelle-Guinée pourraient appartenir à Dendrelaphis macrops qui a longtemps été confondue avec Dendrelaphis punctulatus.

## Habitat
Elle est présente dans une grande variété d'habitats allant des forêts humides aux régions boisés ainsi qu'en zone urbaine mais plus particulièrement non loin de points d'eau, rivières, mares, etc.

## Description
Dendrelaphis punctulatus a le dos vert ou vert olive, parfois noir. Sa face ventrale est en général jaune pale mais d'autres teintes claires ont été observées. Ses flancs sont tachetés de bleu. Ses yeux sont plus grands que la plupart des autres serpents. Les juvéniles muent environ toutes les six à huit semaines en fonction de leur croissance, les adultes, eux, ne muent qu'une fois par an voire tous les deux ans. Tous muent lorsqu'ils sont blessés. Lors de la formation de la nouvelle peau, le serpent sécrète un liquide laiteux, entre la couches ancienne et nouvelle. Au bout de deux semaines environ le serpent se frotte son museau contre une branche ou quelque chose de rugueux de manière à se débarrasser de la vieille peau.

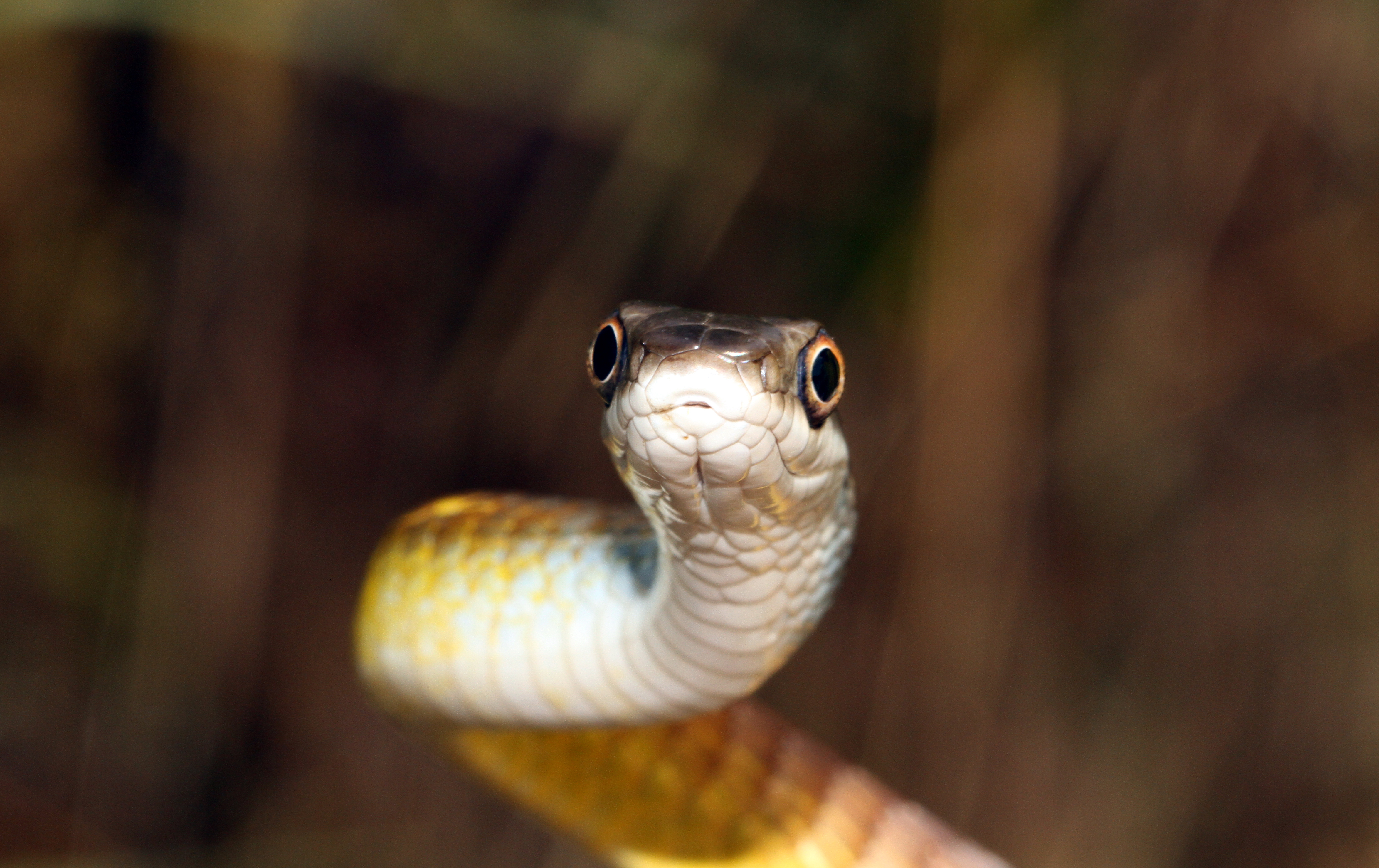
Gros plan sur la tête de Dendrelaphis punctulatus.
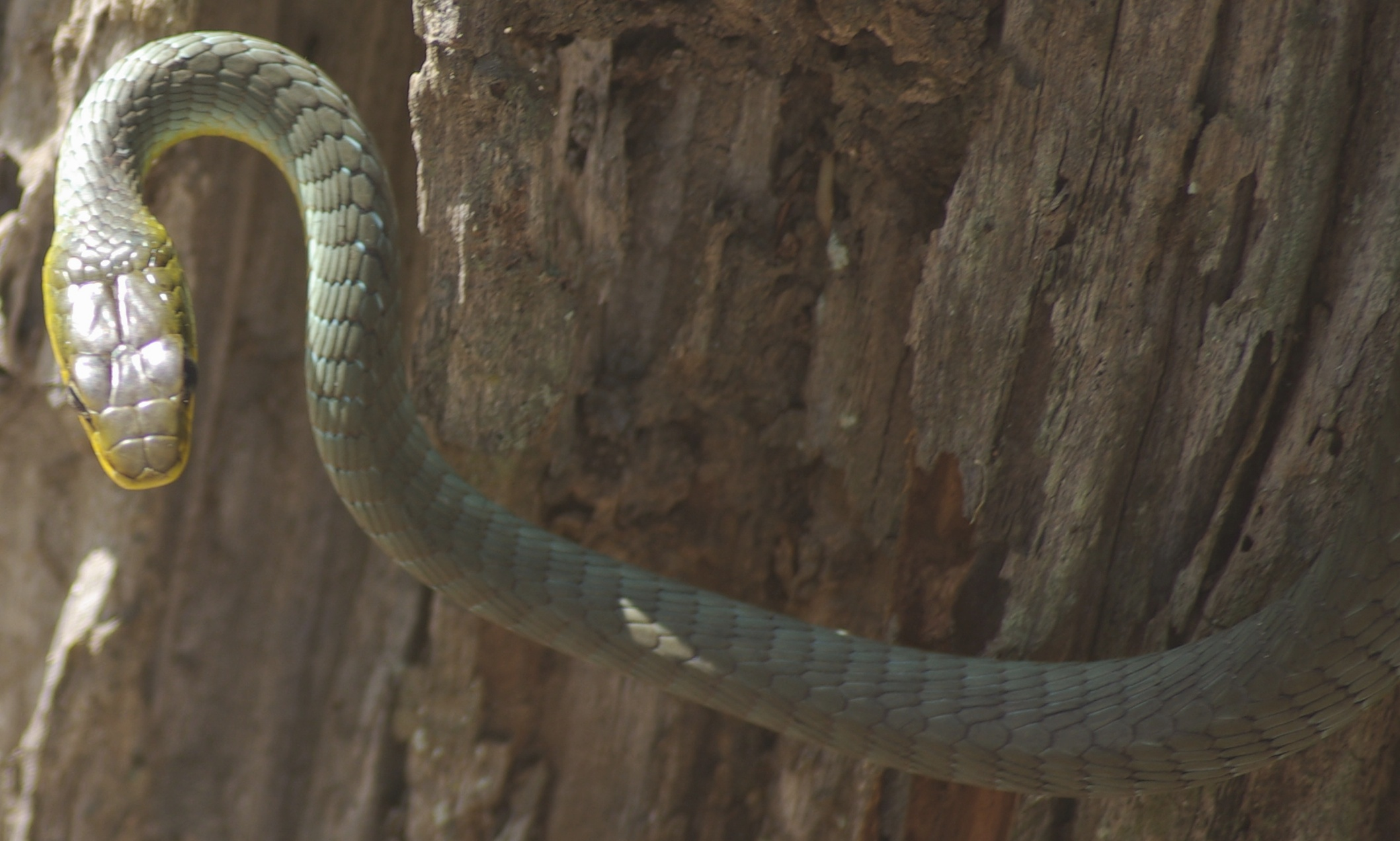
Dendrelaphis punctulatus
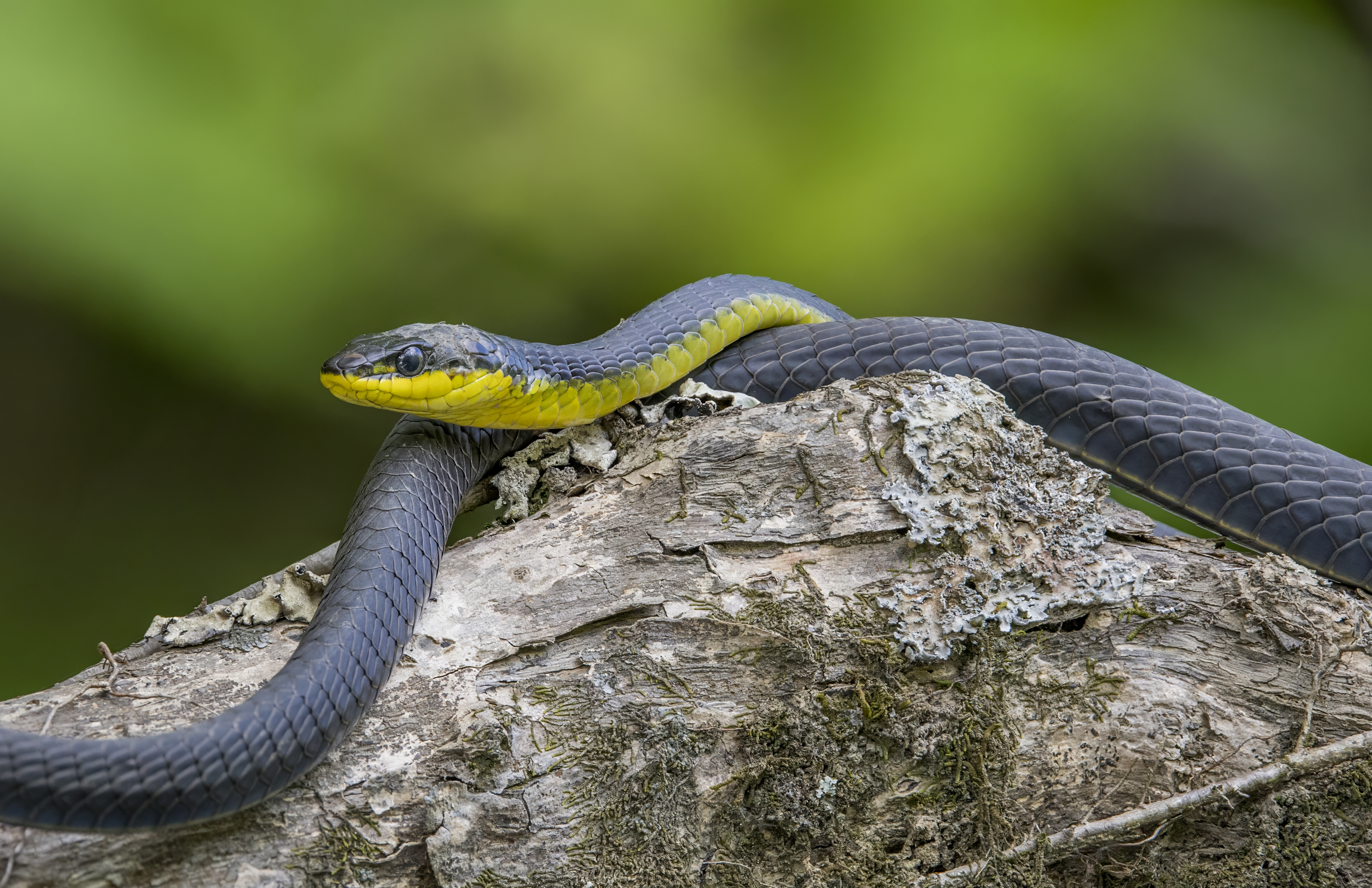
Dendrelaphis punctulatus dans le parc national de Daintree, Australie. Novembre 2023.

## Régime alimentaire
Dendrelaphis punctulatus se nourrit de poissons, d'amphibiens, de petits reptiles ou de leurs œufs, de petits mammifères, des geckos, de jeunes tortues...

## Reproduction
Dendrelaphis punctulatus pond de cinq à douze œufs de forme allongée.

## Mœurs
Ce serpent est inoffensif pour l'homme. Pour se défendre il peut produire une odeur nauséabonde et peut mordre. Lorsqu'il se sent menacé, il gonfle son corps et son cou de manière à paraitre plus grand, cela lui sert notamment pour intimider ses prédateurs. En général cependant sa fuite rapide sera sa meilleure défense.

## Taxinomie
La sous-espèce Dendrelaphis punctulatus striolatus a été élevée au rang d'espèce par Rooijen, Vogel et Somaweera en 2015.

## Publication originale
- Gray, 1826 : Reptilia in King, 1826 : Narrative of a survey of the Intertropical and Western Coasts of Australia performed between the years 1818 and 1822, p. 424-434 (texte intégral).